# Gustav Adolph Lammers
Gustav Adolph Lammers (26. maj 1802 i København—2. maj 1878 i Skien) var en norsk vækkelsesprædikant. 
6 år gammel fulgte han sin fader, en dygtig artilleriofficer, ved forflyttelsen til Norge. Ved 25-års-alderen var han præst og blev et par gange valgt ind på Stortinget. 1848 blev han sognepræst til Skien. Hans strengt religiøse sind havde længe krympet sig ved statskirkens slaphed i håndhævelse af kirketugt; under en rekreationsrejse gennem Europas kulturlande kom han til klarhed over, at den gængse skik at meddele absolution før nadveren uden forudgående personligt skriftemål var "noget af det forfærdeligste, der fandt Sted iblandt os", samt at den obligatoriske barnedåb var "et fordærveligt Misbrug af Daabens Sakramente". Efter forgæves at have forsøgt ved et præstemøde at overbevise sine kaldsbrødre, samt ved officiel henvendelse til myndighederne at få adgang til at uddele nadveren uden absolution, valgte den alvorlige mand at tage afsked fra sit embede og udtræde af statskirken (sommeren 1856). Da han så med 40 ligesindede stiftede en "fri apostolisk-kristelig menighed", inddrog man hans pension. Hans mægtige personlighed og betagende forkyndelse gjorde ham snart til centralfiguren i den vækkelse, der gik som et Åndens sus over landet. Frimenigheder dannede sig helt op til Finnmarken, og Lammers deltog, dels ved rejser, dels ved sit månedsblad, i ledelsen af deres læresystems udvikling. Imidlertid fik de sværmerske tilbøjeligheder efterhånden så stærkt overtag indeni for hans discipelskare, at han selv fandt udviklingen betænkelig. I en "aaben Bekendelse" (november 1860) erkendte han sig overbevist om at have faret vild i opfattelsen af barnedåben, nedlagde sin stilling som frimenighedens forstander og lod sig atter optage i statskirken, dog uden atter at indtræde i noget præsteembede. Efter nu at være erkendt for pensionsberettiget tilbragte han sin meste tid på rejser i Tyskland, Italien og Danmark, særlig optaget af studium af kirkelig kunst. Allerede før sin entledigelse havde han syslet med at tegne og bygge landskirker; nu tog, han denne syssel op igen og viede sig desuden på sine gamle dage til maling af altertavler. Lammers's virksomhed som vækkelsesprædikant har sat dybe mærker i norsk kirkeliv. Hans betydelige personlighed er skildret i romanen Et Stormvejr af Margrethe (Bolette Gjør).